# Kisz

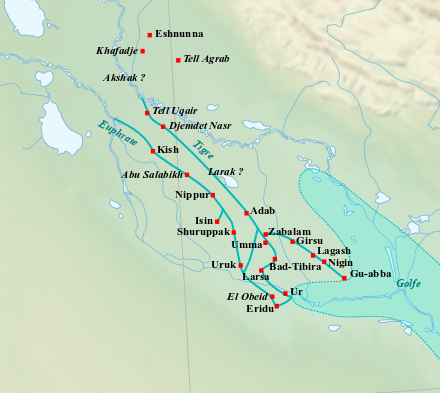
mapa z zaznaczonym położeniem najważniejszych miast Sumeru w okresie wczesnodynastycznym (ok. 2900-2350 p.n.e.)

Kisz – prastare miasto sumero-akadyjskie, nad Eufratem, 13 km na wschód od Babilonu, obecnie stanowisko archeologiczne Tall al-Uhajmir (Czerwony Pagórek) w Iraku; niewątpliwie jedno z najstarszych miast świata. Odegrało dużą rolę w kształtowaniu się państwa Sumerów.
Wykopaliska, rozpoczęte w latach 1911—1912 przez Francuzów, prowadzone są od roku 1921 wspólnie przez Field Museum w Chicago i Uniwersytet Oksfordzki. Obszar badań był olbrzymi. Na zachodnim brzegu Eufratu znajdowała się twierdza i wielka świątynia, na wschodnim brzegu pałac królewski, opuszczony około roku 3000 p.n.e., wielka świątynia z wieżą 75 m wysokości i dzielnica mieszkalna z wielkim parkiem. Pałac składał się dwóch budynków umieszczonych naprzeciw siebie. Starszy, północny o prostokątnym kształcie opasany był podwójnym murem z cegieł. Południowy budynek zawierał najprawdopodobniej obszerną salę kolumnową. Miasto było jednym z najważniejszych ośrodków cywilizacji i religii sumeryjskiej. W czasach nowobabilońskich było niejako przedmieściem Babilonu, otoczone potężnymi obronnymi murami.
Z miastem tym z okresu sumeryjskiego związane są dwie postacie: występujący w eposie o Gilgameszu król Agga z Kisz oraz Mesilim z Kisz.

## „Król Kisz”
W inskrypcjach królewskich wielu sumeryjskich władców okresu presargonidzkiego (tj. panujących przed ok. 2350 r. p.n.e.) pojawia się tytuł „króla Kisz” (sum. lugal kiš). O ile w pewnych przypadkach tytuł ten w oczywisty sposób odnosi się do rzeczywistych władców Kisz, np. do Enmebaragesi czy Mesilima, to znane są również przypadki kiedy nosili go władcy z innych sumeryjskich miast-państw (jak np. Eanatum z Lagasz, Mesanepada z Ur, Enszakuszana z Uruk czy Lugalkiniszedudu z Ur i Uruk.), z których wielu – jak się wydaje – nigdy nie sprawowało kontroli nad Kisz. To skłoniło niektórych naukowców do postawienia tezy, iż w niektórych przypadkach tytuł „króla Kisz” musiał pełnić rolę tytułu honorowego, znaczącego być może mniej więcej tyle, co „król świata”.